# Río Seco (Tucumán)
Río Seco is een plaats in het Argentijnse bestuurlijke gebied Monteros in de provincie  Tucumán. De plaats telt 5.470 inwoners.